# الاتجار بالبشر في السعودية
تُعد قضية الاتجار بالبشر في المملكة العربية السعودية من القضايا الهامة، خاصة فيما يتعلق بالعمالة الوافدة التي تشكل نسبة كبيرة من السكان. وبحسب تقارير دولية، فإن العمال المهاجرين، وخصوصًا العاملين في الخدمة المنزلية، هم الأكثر عرضة لأوضاع قد تصل إلى حد العمل القسري والاتجار.

## الإطار القانوني والمؤسسي
وضعت الحكومة السعودية إطارًا قانونيًا ومؤسسيًا لمكافحة جرائم الاتجار بالبشر. في عام 2009، صدر نظام مكافحة جرائم الاتجار بالأشخاص، الذي يُعرّف الجريمة بأنها استخدام شخص أو إلحاقه أو نقله أو إيوائه أو استقباله من أجل الاستغلال.
كما أنشأت المملكة لجنة مكافحة جرائم الاتجار بالأشخاص، التي تتبع لهيئة حقوق الإنسان، وتتولى تنسيق الجهود الوطنية في هذا المجال. بالإضافة إلى ذلك، تم اعتماد آلية الإحالة الوطنية، وهي آلية تهدف إلى تحديد وحماية ومساعدة ضحايا الاتجار المحتملين وضمان وصولهم إلى الخدمات اللازمة.

## التصنيف الدولي والتحديات
وفقًا لتقرير وزارة الخارجية الأمريكية السنوي حول الاتجار بالبشر، تم تصنيف المملكة العربية السعودية في "المستوى الثاني" لعدة سنوات، مما يعني أنها لا تفي بالمعايير الدنيا للقضاء على الاتجار بالبشر بشكل كامل.
تشير التقارير الصادرة عن منظمات حقوقية دولية، مثل هيومن رايتس ووتش، إلى أن نظام الكفالة لا يزال يمثل تحديًا كبيرًا، حيث يربط إقامة العامل الوافد بصاحب العمل، مما قد يجعله عرضة للاستغلال وصعوبة تغيير وظيفته أو مغادرة البلاد. ورغم الإصلاحات التي أُدخلت على النظام، مثل "مبادرة تحسين العلاقة التعاقدية"، إلا أن هذه المنظمات ترى أنها غير كافية، خاصة وأنها لا تشمل العمالة المنزلية بشكل كامل.

## اتفاقيات ومواثيق الأمم المتحدة
بروتوكول منع وقمع ومعاقبة الاتجار بالأشخاص، وبخاصة النساء والأطفال هو بروتوكول لاتفاقية الأمم المتحدة لمكافحة الجريمة المنظمة عبر الوطنية. وهو أحد بروتوكولات باليرمو الثلاثة، والبقية هي بروتوكول مكافحة تهريب المهاجرين عن طريق البر والبحر والجو، وبروتوكول مكافحة التصنيع والاتجار غير المشروعين بالأسلحة النارية. تم اعتماد البروتوكول من قبل الجمعية العامة للأمم المتحدة في عام 2000م ودخل حيز التنفيذ في 25 ديسمبر 2003م. ويلزم البروتوكول الدول التي صادقت عليه بمنع ومكافحة الاتجار بالبشر، وحماية ومساعدة ضحايا الاتجار وتعزيز التعاون بين الدول من أجل تحقيق هذه الأهداف.
انضمت المملكة العربية السعودية لبروتوكول منع وقمع ومعاقبة الإتجار بالأشخاص وبخاصة النساء والأطفال، المعروف باسم بروتوكول باليرمو، والمكمل لاتفاقية الأمم المتحدة لمكافحة الجريمة المنظمة عبر الوطنية بموجب المرسوم الملكي رقم م/ 56 وتاريخ 11/ 6/ 1428هـ الموافق 26 يونيو 2007م.

## خلفية
عرفت السعودية كبلد مفضل لسماسرة ومقصدا للاتجار بالبشر وموقع مصدر للاتجار المحلي بالسخرة، بما في ذلك الأطفال. تنظم كثير من المجموعات من أفريقيا وآسيا أرسال الأشخاص إلى السعودية مستخدمين عدة طرق للوصول أليها والاستقرار فيها، وأبرز تلك الطرق، التهريب والهجرة الغير شرعية، والقدوم من أجل الحج أو العمرة، ومن ثما البقاء فيها وعدم العودة إلى أوطانهم.
المملكة العربية السعودية هي وجهة للرجال والنساء من جنوب شرق آسيا وشرق إفريقيا الذين يتم الاتجار بهم لغرض استغلالهم في العمل، وبالنسبة للأطفال من اليمن وأفغانستان وإفريقيا للاتجار بالتسول القسري. مئات الآلاف من العمال ذوي المهارات المنخفضة يهاجرون طوعًا من باكستان والهند وإندونيسيا والفلبين وسريلانكا وبنغلاديش وإثيوبيا وإريتريا وكينيا إلى المملكة العربية السعودية؛ يقع بعضهم في ظروف الاستعباد غير الطوعي، ويعانون من الاعتداء الجسدي والجنسي، وعدم دفع الأجور أو تأخر سدادها، وحجب وثائق السفر، بالإضافة إلى قيود مفروضة على حرية تنقلهم وتعديلات لعقود العمل غير المتفق عليها. وفقًا لمنظمات دولية مثل أنصار بورني ترست، يتم تهريب الأطفال الصغار من بنغلاديش والهند إلى المملكة العربية السعودية ليستخدموا في سباق الهجن. الأطفال يعانون من سوء التغذية لتقليل أوزانهم، وذلك من أجل تخفيف العبء على الجمل.
السعودية كبقية دول العالم، لم يكن لديها قانون للاتجار بالبشر، الا بعد صدور بروتوكول باليرمو في عام 2003م.
من دول العالم المستهدفة في تجارة البشر، تقوم منظمات إجرامية دولية، بارسال الاشخاص إلى البلاد بغية الحصول على مكاسب نقدية عالية من خلال تهريبهم

## القانون
في عام 2009، إصدر قانون مكافحة جرائم الاتجار بالأشخاص بالمملكة العربية السعودية. والذي يحظر الاتجار بأي شخص بأي شكل من الأشكال بما في ذلك إكراهه أو تهديده أو الاحتيال عليه أو خداعه أو خطفه، أو استغلال الوظيفة أو النفوذ، أو إساءة استعمال سلطة ما عليه، أو استغلال ضعفه، أو إعطاء مبالغ مالية أو مزايا أو تلقيها لنيل موافقة شخص له سيطرة على آخر من أجل الاعتداء الجنسي، أو العمل أو الخدمة قسرا، أو التسول، أو الاسترقاق أو الممارسات الشبيهة بالرق، أو الاستعباد، أو نزع الأعضاء، أو إجراء تجارب طبية عليه. ولا يعتد برضا المجني عليه في أي جريمة من الجرائم الاتجار بالأشخاص.

### العقوبات
يعاقب كل من ارتكب جريمة الاتجار بالأشخاص بالسجن مدة لا تزيد على (خمس عشرة) سنة، أو بغرامة لا تزيد على (مليون) ريال، أو بهما معا. ويجوز للمحكمة المختصة في جميع الأحوال مصادرة الأموال الخاصة والأمتعة والأدوات وغيرها مما يكون قد استعمل، أو أعد للاستعمال في ارتكاب جريمة الاتجار بالأشخاص، أو تحصل منها.
كما يعاقب بالسجن مدة لا تزيد على (خمس) سنوات، أو بغرامة لا تزيد على (مائتي ألف) ريال، أو بهما معا؛ على كل من استخدم القوة البدنية أو التهديد أو الترهيب أو الحرمان من مزية مستحقة أو الوعد بمزية غير مستحقة أو عرضها أو منحها للتحريض على الإدلاء بشهادة زور، أو للتدخل في الإدلاء بها، أو تقديم أدلة غير صحيحة تتعلق بارتكاب أي من الجرائم المنصوص عليها في هذا النظام. وبعاقب كل من استخدم القوة البدنية أو التهديد أو الترهيب للتدخل في ممارسة أي مسؤول قضائي- أو معني بإنفاذ النظام - لمهماته الرسمية فيما يتعلق بأي من الجرائم المنصوص عليها في جرائم الاتجار بالأشخاص.
يعاقب بالسجن مدة لا تزيد على (سنتين) أو بغرامة لا تزيد على (مائة ألف) ريال، أو بهما معا؛ كل من علم بارتكاب جريمة من الجرائم المنصوص عليها في هذا النظام، أو علم بالشروع فيها، ولو كان مسؤولا عن السر المهني، أو حصل على معلومات أو إرشادات تتعلق بها بصفة مباشرة أو غير مباشرة، ولم يبلغ فورا الجهات المختصة بذلك.
يعاقب بعقوبة الفاعل، كل من ساهم في جريمة الاتجار بالأشخاص، وكل من تدخل في أي من الجرائم المنصوص عليها في جرائم الاتجار بالأشخاص. ويعاقب بالسجن مدة لا تزيد على (خمس) سنوات، أو بغرامة لا تزيد على (مائتي ألف) ريال، أو بهما معا؛ كل من حاز أشياء متحصلة من إحدى الجرائم المنصوص عليها في هذا النظام، أو أخفاها، أو صرفها، أو أخفى شخصا (أو أكثر) من الذين اشتركوا فيها، بقصد معاونته على الفرار من العدالة مع علمه بذلك، أو أسهم في إخفاء معالم الجريمة. ويجوز للمحكمة المختصة إعفاء المتهم من العقوبة المتعلقة بإخفاء الأشخاص إذا كان المخفي زوجا للمخفى أو أحد أصوله أو فروعه. أيضا، يعاقب على الشروع في أي من الجرائم المنصوص عليها في جرائم الاتجار بالأشخاص بعقوبة الجريمة التامة.
تشدد العقوبات المنصوص عليها في القانون السعودي في حالات، إذا ارتكبت الجريمة جماعة إجرامية منظمة. وإذا ارتكبت ضد امرأة أو أحد من ذوي الاحتياجات الخاصة. وإذا ارتكبت ضد طفل حتى ولو لم يكن الجاني عالما بكون المجني عليه طفلا.وإذا استعمل مرتكبها سلاحا، أو هدد باستعماله. وإذا كان مرتكبها زوجا للمجني عليه أو أحد أصوله أو فروعه أو وليه، أو كانت له سلطة عليه.وإذا كان مرتكبها موظفا من موظفي إنفاذ الأنظمة. وإذا كان مرتكبها أكثر من شخص. إذا كانت الجريمة عبر الحدود الوطنية. وإذا ترتب عليها إلحاق أذى بليغ بالمجني عليه، أو إصابته بعاهة دائمة.
يعفى من العقوبات المقررة للجرائم المنصوص عليها في هذا النظام كل من بادر من الجناة بإبلاغ الجهات المختصة بما يعلمه عنها قبل البدء في تنفيذها، وكان من شأن ذلك اكتشاف الجريمة قبل وقوعها أو ضبط مرتكبها أو الحيلولة دون إتمامها، فإذا حصل الإبلاغ بعد وقوع الجريمة، جاز إعفاؤه من العقوبة إذا مكّن السلطات المختصة قبل البدء في التحقيق من القبض على مرتكبي الجريمة الآخرين، فإذا حصل الإبلاغ أثناء التحقيق جاز تخفيف العقوبة.
دون الإخلال بمسؤولية الشخص ذي الصفة الطبيعية، إذا ارتكبت جريمة الاتجار بالأشخاص من خلال شخص ذي صفة اعتبارية أو لحسابه أو باسمه مع علمه بذلك؛ يعاقب بغرامة لا تزيد على (عشرة ملايين) ريال. ويجوز للمحكمة المختصة أن تأمر بحله، أو إغلاقه، أو إغلاق أحد فروعه مؤقتا أو دائما.
حققت المملكة العربية السعودية تحسنًا في تصنيف مؤشر الاتجار بالأشخاص إلى المستوى الثاني، وفقًا للتقرير الصادر من وزارة الخارجية الأمريكية المتعلق بتصنيف الدول في مجال مكافحة الاتجار بالأشخاص، الأمر الذي يعكس مواصلة المملكة السير قدمًا في حماية وتعزيز حقوق الإنسان بشكل عام، وفي مجال مكافحة الاتجار بالأشخاص بشكل خاص.

## تقرير وزارة الخارجية الأمريكية
أصدرت وزارة الخارجية الأمريكية ممثلة في وزير الخارجية الأمريكي، أنتوني بلينكين، تقرير الاتجار بالبشر لعام 2021م، ويشير الجزء الخاص بالمملكة العربية السعودية في التقرير إلى أن حكومة المملكة العربية السعودية تبذل جهودًا كبيرة في هذا المجال المهم وقد تم رفع تصنيف المملكة العربية السعودية إلى الفئة الثانية. وهنئت بعثة الولايات المتحدة لدى المملكة العربية السعودية حكومة المملكة، وهيئة حقوق الإنسان، ووزارة الموارد البشرية والتنمية الاجتماعية، وجهات إنفاذ القانون وقطاع العدالة، ومنظمات المجتمع المدني على التقدم المحرز في العام الماضي لمكافحة هذا الشكل من أشكال العبودية الحديثة.
وتشمل أوجه التقدم هذه زيادة التحقيقات والمحاكمات، وتنفيذ آلية الإحالة الوطنية، وتوفير التدريب على إجراءات تحديد الهوية والإحالة، وتوفير إمكانية وصول الضحايا إلى الخدمات، والتنسيق مع المنظمات غير الحكومية. بالإضافة إلى ذلك، قامت حكومة المملكة العربية السعودية بتنظيم أكبر حملة على الإطلاق لتعزيز الوعي العام بالاتجار وإحالة انتهاكات العمل التي أظهرت مؤشرات الاتجار إلى التحقيق الجنائي.
ويشير التقرير إلى أنه لا تزال هناك مجالات بحاجة إلى تحسين، بما في ذلك بذل المزيد من الجهود لتحديد ضحايا الاتجار وتقديم المساعدة لهم وتوسيع نطاق مبادرة إصلاح العمل لتشمل العمال المنزليين. وجاء في التقرير تشجيع حكومة المملكة العربية السعودية على توسيع نطاق التقدم المحرز في مجال مكافحة الاتجار بالبشر وعلى مواصلة الجهود للقضاء على هذا الشكل من أشكال العبودية الحديثة.

## مكافحة جرائم الاتجار بالأشخاص
قامت السعودية، بعدة إجراءات لمكافحة الاتجار بالبشر، كان أبرزها:

### لجنة لمكافحة الاتجار
شكلت لجنة دائمة لمكافحة جرائم الاتجار بالأشخاص في هيئة حقوق الإنسان، بهدف تنسيق الجهود الوطنية في مجال مكافحة جرائم الاتجار بالأشخاص ووضع الخطط الكفيلة لمعالجتها، ووضع التوصيات التي تضمن عدم وقوع تجاوزات ضد الفئات المستهدفة من الاتجار بالأشخاص، وتتضم اللجنة ممثلين من: وزارة الداخلية، ووزارة الخارجية ووزارة العدل، ووزارة العمل والتنمية الاجتماعية، ووزارة الثقافة والإعلام، وهيئة حقوق الإنسان. وتقوم بهيئة حقوق الإنسان بمتابعة تنفيذ هذه التوصيات، والرفع للملك في حال وجود عوائق أو تقصير من الجهات ذات العلاقة. وتختص اللجنة بالآتي:
1. متابعة أوضاع ضحايا الاتجار بالأشخاص لضمان عدم معاودة إيذائهم.
2. وضع سياسة تحثّ على البحث النشط عن الضحايا وتدريب أفراد على وسائل التعرف على الضحايا.
3. التنسيق مع السلطات المختصة لإعادة المجني عليه إلى موطنه الأصلي في الدولة التي ينتمي إليها بجنسيته، أو إلى مكان إقامته في أي دولة أخرى متى طلب ذلك.
4. التوصية بإبقاء المجني عليه في المملكة وتوفيق أوضاعه النظامية بما يمكِّنه من العمل إذا اقتضى الأمر ذلك، وتخضع تلك التوصية ـ عند اعتمادها ـ للمراجعة بالإجراءات نفسها كل سنة كحد أقصى.
5. إعداد البحوث والمعلومات والحملات الإعلامية والمبادرات الاجتماعية والاقتصادية لمنع الاتجار بالأشخاص ومكافحته .
6. التنسيق مع أجهزة الدولة فيما يتعلق بالمعلومات والإحصاءات المتعلقة بجرائم الاتجار بالأشخاص.

## التحقيقات
هيئة التحقيق والادعاء العام هي الجهة المختصة والمسؤولة عن التحقيق والادعاء في جرائم الاتجار بالأشخاص، وتختص كذلك بتفتيش أماكن إيواء المجني عليهم في تلك الجرائم ؛ ولتأكد من تنفيذ الأحكام القضائية الصادرة.

## الحماية
تتخذ الإجراءات الآتية في مرحلة التحقيق أو المحاكمة في شأن المجني عليه في جريمة الاتجار بالأشخاص:
1. إعلام المجني عليه بحقوقه النظامية بلغة يفهمها.
2. إتاحة الفرصة له لبيان وضعه بما يتضمن كونه ضحية اتجار بالأشخاص، وكذلك وضعه النظامي والجسدي والنفسي والاجتماعي
3. عرضه على الطبيب المختص إذا تبين أنه بحاجة إلى رعاية طبية أو نفسية، أو إذا طلب ذلك.
4. إيداعه أحد مراكز التأهيل الطبية أو النفسية أو الاجتماعية إذا تبين أن حالته الطبية أو النفسية أو العمرية تستدعي ذلك.
5. إيداعه أحد المراكز المتخصصة إذا كان في حاجة إلى مأوى.
6. توفير الحماية الأمنية له إذا استلزم الأمر ذلك.
7. إذا كان المجني عليه أجنبيا وكانت هناك ضرورة لبقائه في المملكة، أو العمل أثناء السير في إجراءات التحقيق أو المحاكمة، فللادعاء العام أو المحكمة المختصة تقدير ذلك.

## الجهود
تشمل الجهود التي تبذلها المملكة العربية السعودية لمنع الاتجار بالبشر: توزيع المعلومات على السفارات في الخارج وترخيص وتنظيم أنشطة وكالات التوظيف ومراقبة أنماط الهجرة وإصدار التأشيرات وتعزيز الوعي من خلال وسائل الإعلام والسلطات الدينية. بدأت الحكومة العمل مع اليونيسف والحكومة اليمنية لمنع الاتجار بالأطفال من أجل التسول. لم يتم تنفيذ خطة متصورة منذ عدة سنوات لتوزيع المعلومات على العمال الأجانب في المطارات السعودية عند الوصول. أشار أئمة المساجد في خطب المساجد عن شر الإساءة إلى الموظفين.
كما تشمل الجهود أيضا، تشديد مراقبة الحدود، لمنع الهجرات غير المشروعة. وصرف الرواتب والمستحقات النقدية، تودع آليا من خلال البنوك من حساب المشغل إلى حساب المستفيد، حيث يقوم المشغل بانشاء حساب بنكي للعامل إلكترونيا وبدون أن يذهب العامل للبنك ويعطى المستفيد بطاقة صرف آلي للسحب من حسابة في أي وقت ومكان يشاء. كما يمكنه الاستفادة من تطبيقات البنك المختلفة.
كما تقوم لجنة مكافحة جرائم الاتجار بالأشخاص في هيئة حقوق الإنسان بتنفيذ العديد من البرامج والأنشطة التدريبية الموجهة للمكلفين بإنفاذ القانون، لاكتشاف ورصد حالات وقضايا الاتجار بالأشخاص، والتعامل الأمثل معها، وتطوير وتنمية القدرات الوطنية في مجال مكافحة الاتجار بالأشخاص.
جهود المملكة المتواصلة والمستمرة لمكافحة جرائم الاتجار بالأشخاص والتي تأتي انطلاقًا من التزامها بأحكام الشريعة الإسلامية التي تحرم أشكال الامتهان لكرامة الإنسان كافة، وتؤكد على احترامه وحفظ حقوقه، وأن خلق بيئة قانونية داعمة لهذا الأمر ساعدت على أن تتقدم بلادنا في التصنيفات الدولية الخاصة بحقوق الإنسان.